# Uzaki-chan wa Asobitai!
Uzaki-chan Wants to Hang Out! (宇崎ちゃんは遊びたい!, Uzaki-chan wa Asobitai!, lit. Uzakizinha quer brincar (ou quer sair)) é um mangá japonês criado por Take, serializado no site Dra Dra Sharp desde 1 de dezembro de 2017 e publicado pela editora Fujimi Shobō em formato tankōbon a partir de 9 de julho de 2018. Uma adaptação de anime para televisão feito pelo estúdio ENGI estreou em 10 de julho de 2020.

## Enredo
O estudante universitário Shinichi Sakurai se sente confortável sendo um solitário introvertido e não se importa com o que os outros pensam. A estudante vívida Hana Uzaki não entende isso nem um pouco. Um tornado de alegria, ela decidiu torná-lo mais social. Começando a gostar da companhia dela, ele admitiu que eles são amigos. É possível se divertir tanto com outra pessoa quanto ele se divertiria sozinho?
O único desejo de Sakurai Shinichi é um pouco de paz e sossego. Mas Uzaki Hana - turbulenta e bem-dotada - tem outros planos para ele. Tudo o que ela quer é sair e zombar dele, com a ajuda de seu charme animado e persistência enérgica, este pode ser apenas o início de um lindo relacionamento!

## Personagens

### Principais
Shinichi Sakurai (桜井真, Sakurai Shinichi)
Interpretado por: Kenji Akabane (Japão); Renan Alonso (Brasil)
Um estudante universitário do terceiro ano que é veterano de Hana. Os dois se conheceram quando eram membros do clube de natação durante o ensino médio. A maioria das garotas da faculdade tem medo de se aproximar dele devido à sua aparência assustadora. Shinichi costuma ficar irritado com as travessuras de Hana, especialmente aquelas que acontecem às custas dele, mas as tolera desde que ela se divirta durante sua vida universitária. Ele trabalha meio período em um café perto da faculdade e é popular entre os clientes por causa de seu físico atlético e ética de trabalho.
Hana Uzaki (桜 井 真, Uzaki Hana)
Interpretada por: Naomi Ōzora (Japão); Stephany Custodi (Brasil)
Uma estudante universitária do segundo ano que frequenta a mesma faculdade que Shinichi. Apesar de sua figura curvilínea, Hana às vezes é confundida como uma estudante do ensino fundamental devido à sua baixa estatura. Uma pessoa alegre e extrovertida, ela está frustrada porque Shinichi passou seus dias de faculdade sozinho durante seu primeiro ano na faculdade. Como tal, ela decide ajudá-lo a sair de seu estilo de vida solitário, acompanhando-o aonde quer que ele vá, para grande aborrecimento e constrangimento de Shinichi.

### Secundários
Akihiko Asai (亜 細 明彦, Asai Akihiko)
Interpretado por: Yosuke Akimoto (Japão); Gilberto de Syllos
Também conhecido Mestre (マスター, Masutā), dono do café em que Shinichi trabalha, Asai é o pai de Ami. Sabendo que Hana costuma visitar Shinichi sempre que ele trabalha no café, ele decide observar os dois de longe com sua filha, imaginando se o relacionamento deles avançará para o próximo nível.
Ami Asai (亜 細 亜 実, Asai Ami)
Interpretada por: Ayana Taketatsu (Japão); Mari Haruno (Brasil)
Uma estudante universitária do quarto ano que frequenta a mesma faculdade que Shinichi e Hana. Ela também trabalha no café de seu pai, os dois, costumam observa Shinichi e Hana de longe para ver se o relacionamento deles progride ainda mais.
Itsuhito Sakaki (榊 逸 仁, Sakaki Itsuhito)
Interpretado por: Tomoya Takagi (Japão); João Vitor Mafra (Brasil)
Amigo de Shinichi na faculdade que ele frequenta. Ele é bom em esportes e popular entre as garotas da faculdade. Quando ele descobre que Shinichi e Hana costumam sair juntos, Sakaki une forças com Ami para que ele possa ajudar os dois a avançar seu relacionamento para o próximo nível.

## Mídia

### Mangá
Uzaki-chan wa Asobitai! é escrito e ilustrado por Take (丈), a serialização começou através do site Niconico Seiga da página Dra Dra Sharp em 1 de dezembro de 2017. A série foi compilada em volumes tankōbon individuais e publicados pela editora Fujimi Shobō em 9 de julho de 2018.

#### Lista de volumes
| N.º | Data de lançamento     | ISBN                                     |
| --- | ---------------------- | ---------------------------------------- |
| 1   | 9 de julho de 2018     | 978-4-04-072779-0                        |
| 2   | 8 de fevereiro de 2019 | 978-4-04-073095-0                        |
| 3   | 9 de julho de 2019     | 978-4-04-073260-2                        |
| 4   | 7 de fevereiro de 2020 | 978-4-04-073499-6                        |
| 5   | 9 de julho de 2020     | 978-4-04-073712-6 978-4-04-073713-3 (EE) |
| 6   | 9 de março de 2021     | 978-4-04-074013-3                        |
| 7   | 6 de agosto de 2021    | 978-4-04-074205-2                        |
| 8   | 9 de março de 2022     | 978-4-04-074458-2                        |
| 9   | 9 de setembro de 2022  | 978-4-04-074675-3                        |
| 10  | 9 de março de 2023     | 978-4-04-074907-5                        |
| 11  | 8 de dezembro de 2023  | 978-4-04-075236-5                        |
| 12  | 9 de julho de 2024     | 978-4-04-075514-4                        |
| 13  | 7 de março de 2025     | 978-4-04-075831-2                        |

### Anime

Arte promocional do anime, Hana Uzaki à frente, Shinichi Sakurai atrás, ao fundo Itsuhito Sakaki à esquerda e Ami Asai à direita.

A Kadokawa anunciou em 3 de fevereiro de 2020 uma adaptação para anime da série, feita pelo estúdio ENGI, dirigido por Kazuya Miura, Takashi Aoshima como roteirista, Manabu Kurihara no designer de personagens, e Satoshi Igarashi como compositor musical. A animação foi ao ar entre 10 de julho a 25 de setembro de 2020 no canal AT-X, com 12 episódios.
Logo após o final da primeira temporada, foi anunciado que uma segunda temporada tinha recebido sinal verde para produção do anime.
No Brasil a animação entrou para o catálogo da funimation em 1 de dezembro de 2021, com legendas em português.

#### Lista de episódios
| Episódios da primeira temporada | Episódios da primeira temporada                                                                            | Episódios da primeira temporada |
| #                               | Título | Exibição original               |
| ------------------------------- | --- | ------------------------------- |
| 1                               | "Uzaki-chan quer se divertir!" "Uzaki-chan wa Asobitai! (宇崎ちゃんは遊びたい！)"                          | 10 de julho de 2020             |
| 2                               | "O dono quer navegar!" "Masutā wa Kaimamitai! (マスターは垣間見たい！)"                                    | 17 de julho de 2020             |
| 3                               | "Os Asai querem cuidar de nós" "Asai Oyako wa Mimamoritai! (亜細親子は見守りたい！)"                       | 24 de julho de 2020             |
| 4                               | "Vamos ficar juntos nas férias" "Renkyū wa Issho ni Asobitai! (連休は一緒に遊びたい！)"                    | 31 de julho de 2020             |
| 5                               | "Eu quero me intrometer nos negócios do meu amigo" "Shin'yū ni Osekkai Shitai! (親友におせっかいしたい！)" | 7 de agosto de 2020             |
| 6                               | "Vou testar meu valor na praia" "Natsuda! Umida! Ki mo Dame Shitai! (夏だ！海だ！きもだめしたい！)"        | 14 de agosto de 2020            |
| 7                               | "Eu quero ir a um café!" "Neko Kafe to Izakaya de Asobitai! (二人で花火を見上げたい！)"                    | 21 de agosto de 2020            |
| 8                               | "Vamos curtir os fogos de artifício juntos" "Futari de Hanabi o Miagetai! (猫カフェと居酒屋で遊びたい！)"  | 28 de agosto de 2020            |
| 9                               | "Uzaki procurando emoção?" "Uzaki Tsuki wa Tokimekitai? (宇崎月はときめきたい？)"                          | 4 de setembro de 2020           |
| 10                              | " Eu quero que a gente vá para Tottori!" "Tottori de Asobitai! (鳥取で遊びたい!)"                          | 11 de setembro de 2020          |
| 11                              | "Sakurai quer se divertir também?" "Sakurai mo Asobitai? (桜井も遊びたい?)"                                | 18 de setembro de 2020          |
| 12                              | "Uzaki-chan quer mais!" "Uzaki-chan wa Motto Asobitai! (宇崎ちゃんはもっと遊びたい！)"                     | 25 de setembro de 2020          |

#### Abertura e encerramento
Os temas de abertura e encerramento são, respectivamente:
- Naomi Ōzora – "Nadamesukashi Negoshiēshon" (なだめスかし Negotiation)

- YuNi – "Kokoro Nokku" (['ココロノック] Erro: {{japonês}}: o texto tem marcação malformada (ajuda))

## Recepção
A série de mangá foi classificada na lista dos 20 principais Web mangás Da Vinci Magazine e do prêmio Tsugi ni Kuru Manga de Niconico em 2018.
Durante a temporada de exibição do anime, verão 2020, os personagens criados por Teke foi atacado por diversos usuários do twitter e youtube devido ao fato de Uzaki ter seios maiores que o normal, o que causou a indignação de muitos ilustradores "ocidentais".